# Музичка школа „Станислав Бинички” Лесковац
Музичка школа „Станислав Бинички” у Лесковцу је  предшколска, основна и средња музичко-образовна установа, основана Решењем Министарства просвете 1949. године.

## Историјат
За првих десет година свога постојања школа се у приличној мери снабдела потребним инвентаром, намештајем и музичким инструментима, посебно клавирима и дувачким инструментима До тада позната као Нижа музичка школа, од 1959. године школа је понела име Станислава Биничког, нашег истакнутог композитора, диригента и педагога. Од 1978. године почиње да ради и Средња музичка школа и то као самостална установа, у згради Ниже музичке школе, са инструменталним одсецима за клавир, виолину, флауту и трубу. Решењем СО Лесковац од 1988. године Музичка школа „Станислав Бинички” ради као јединствена самостална установа која данас има предшколско, основно и средње образовање.

## Школа данас
У школи се наставна и целокупна делатност одвија се у згради у Млинској улици у којој данас има двадесетак учионица за колективну и индивидуалну наставу и неколико просторија за стручно особље и администрацију. Проблем камерне сале решен је у сутеренском простору школе 1994. године, али се због стално присутне потребе за обнављањем школског инвентара и недостатка просторија и данас ради на решавању тог проблема. У школској 2001/2002. години приступило се формирању школске библиотеке-нототеке која данас има велики књижни фонд сачињен од стручне литературе, часописа, нотног материјала и бројних звучних записа.
Године 1991. отворена су издвојена одељења школе у Власотинцу и Лебану а од 2003. и одељење за основно музичко образовање у Медвеђи.
Данас школа образује ученике и полазнике по програму за:
- музичко забавиште (рад на музичком описмењавању деце предшколског узраста)
- припремно одељење  (музичко описмењавање деце првог и другог разреда ОШ)
- основно музичко образовање у трајању од две, четири или шест година
- средње четворогодишње образовање у образовним профилима музички извођач – инструменталиста, музички сарадник- теоретичар и музички сарадник – етномузиколог

Одсеци у Основној музичкој школи:
- клавир
- хармоника
- гитара
- виолина
- виолончело
- соло-певање
- труба
- кларинет
- флаута
- саксофон

Образовни профили у Средњој музичкој школи:
- музички извођач – инструменталиста
- музички сарадник – теоретичар
- музички сарадник – етномузиколог

Поред наведених одсека треба поменути да је од школске 2008/2009. године уведена настава за инструменте саксофон и бас гитару, као и одсек за етно- музикологију.

## Награде и признања
Музичка школа „Станислав Бинички” спада међу школе које су учествовале на скоро свим такмичењима и фестивалима, који су уследили наредних година, и на њима остваривала запажене резултате, захваљујући преданом и успешном раду ученика и њихових професора.
За постигнуте резултате школа, њени предавачи и ученици награђивани су Октобарском наградом града Лесковца.
Хор девојака „Бинички”, основан 1978. године, који је, под руководством мр Шерифа Дамаџића, освојио бројне награде на савезним и републичким такмичењима. Са ширењем делатности школе, женски хор је прерастао у мешовити. Година 1996. остала је упамћена по изванредним успесима и резултатима: прве награде на Савезном и Републичком такмичењу у Београду и Новом Саду, две награде на Југословенским хорским свечаностима у Нишу, као и победа на Мокрањчевим данима у Неготину и целовечерњи концерт у оквиру Бемуса. Све до 1999. године, Мешовитим хором школе дириговао је мр Шериф Дамаџић.
Хор Музичке школе и школски оркестар, којима од 2001. године диригује мр Валентина Петровић и данас активно учествују у културном животу града, наступајући на многим културним манифестацијама, концертима, прославама, изложбама, књижевним вечерима. Под њеним руководством хор је освојио једну специјалну и три прве награде на Републичким такмичењима. У периоду од 2004. до 2009. године хор Ниже школе освојио је четири прве награде на такмичењу хорова у Вршцу и прву награду на Републичком такмичењу 2008. године.